# Чесноки (Пижанский район)
Чесноки — деревня в Пижанском муниципальном округе Кировской области России.

## География
Деревня находится в юго-западной части Кировской области, в зоне хвойно-широколиственных лесов, на правом берегу реки Иж, на расстоянии приблизительно 27 километров (по прямой) к югу от Пижанки, административного центра района. Абсолютная высота — 135 метров над уровнем моря.
Климат
Климат характеризуется как умеренно континентальный, с холодной продолжительной многоснежной зимой и тёплым коротким летом. Среднегодовая температура — 2,2 °C. Средняя температура воздуха самого холодного месяца (января) составляет −13,9 °C (абсолютный минимум — −50 °С); самого тёплого месяца (июля) — 18 °C (абсолютный максимум — 36 °С). Безморозный период длится в течение 120 дней. Годовое количество атмосферных осадков — 500 мм, из которых 70 % выпадает в тёплый период. Снежный покров устанавливается в середине ноября и держится в течение 165 дней.

## Население
| 2010 |
| ---- |
| 0    |